# Alfred A. Tomatis
Alfred A. Tomatis (1. ledna 1920 Nice – 25. prosince 2001) byl francouzský lékař, specialista ORL a vědecký pracovník. Získal doktorát z medicíny na pařížské lékařské fakultě. Je autorem alternativního lékařského postupu založeného na slyšení a poslouchání, kterému se podle jeho tvůrce říká metoda TOMATIS nebo podle vědecké disciplíny, jejíž je součástí, audiopsychofonologie (Audio-Psycho-Phonology).
Tomatisovým původním záměrem bylo pomoci profesionálním zpěvákům v jeho rodném městě Nice. Nosnou myšlenkou bylo, že nesprávné slyšení zapříčiňuje mnoho potíží. Poslechový test a později terapie pomocí přístroje zvaného „Elektronické ucho“, které Tomatis navrhl, měly tyto potíže pomáhat řešit.

## Tomatisův efekt
Svoji techniku upravil i pro řadu dalších různorodých potíží, jako jsou například potíže sluchového zpracovávání, dyslexie, poruchy učení, poruchy pozornosti, autismus, poruchy senzorické integrace a senzomotoriky.
Potvrdilo se, že také pomáhá lidem překonávat deprese, je efektivní při výuce cizích jazyků, usnadňuje rozvoj komunikačních dovedností, podporuje kreativitu a výkonnost v zaměstnání. Metodu vyzkoušelo i mnoho hudebníků, zpěváků a herců, kteří rovněž tvrdí, že přispěla k naplnění jejich profesního potenciálu.
Při metodě TOMATIS se využívají nahrávky od Mozarta a gregoriánské chorály nebo dokonce hlas klientovy maminky (u dětí).
Napsal čtrnáct knih a přes dvě stovky vědeckých článků. Do češtiny nebyl přeložený ani jeden, existují jen překlady do angličtiny, jedná se o publikace „Ear and Language“ a „The Conscious Ear“.

## Život a dílo
Narodil se ve Francii. Odmalička byl obklopen hudebníky. Jeho otec byl operním pěvcem a malý Alfred byl často přítomen při jeho vystoupeních, kdy pozoroval výkony svého otce. Ačkoli celé dětství strávil uvnitř pěveckého světa, nestalo se zpívání jeho životní profesní náplní. Tou se stala medicína. Vystudoval pařížskou lékařskou fakultu a stal se odborníkem v oblasti ušního, nosního a krčního lékařství (otorhinolaryngologie).
Mezi jeho první pacienty patřili pěvci z okruhu jeho otce, kteří měli potíže s hlasem. Brzy zjistil, že klasická léčba není účinná a vydal se jiným směrem. Přišel na to, že mnohé hlasové potíže jsou ve skutečnosti potíže se slyšením. Formuloval pravidlo, které říká, že „hlas nemůže vytvořit něco, co ucho neslyší“. Na tomto pravidle postavil svůj výzkum a také terapeutickou metodu. Zjistil, že samotný hlas operních pěvců poškozuje jejich středoušní svaly, protože hlasitost zvuku, která je pro ucho nebezpečná a může ho poškodit, je už na 80 nebo 90 dB a hlasy operních pěvců často dosahují až 150 dB. To znamená, že se snažili vytvářet zvuky, které ale nemohli slyšet.
Aby pomohl svým pacientům, vynalezl přístroj, tzv. Elektronické ucho, které na základě elektronického přepínání, tzv. gatingu, kombinace vzduchového s kostním vedením zvuku a filtrování určitých frekvencí zvuku částečně nebo zcela navrací uchu schopnost slyšet a poslouchat i v oblasti vysokých frekvencí. To se děje prostřednictvím cvičení svalů ve středním uchu, které se tak stávají citlivějšími vůči inkriminovaným frekvenčním pásmům.
Svou metodu pak použil i v jiných případech. Pomohl klientům s potížemi se čtením, s dyslexií, depresemi, různými typy schizofrenie, dokonce klientům s autismem. Zjistil, že tyto potíže mají souvislost s narušením komunikace, což zase souvisí se slyšením a s naším uchem.
Vědecké výzkumy potvrdily, že lidské ucho se začíná formovat už několik dní po oplození vajíčka v děloze a plně vyvinuté je již ve čtvrtém měsíci těhotenství. Věřil tomu, že lze stimulovat a podporovat rozvoj mozku plodu skrze jeho ucho. Příčinu mnoha komunikačních potíží viděl právě už během těhotenství, kdy plod správně nereagoval na matčin hlas. Podle něj je do procesu mluvení a zpracovávání řeči zapojené celé tělo. Tvrdil, že tiché čtení je aktivitou pouze ucha. Doporučoval hlasité čtení alespoň 30 minut každý den, takto by měli číst nejen děti, ale i dospělí. Hlasité čtení jednak stimuluje mozek, ale také je tím nejlepším způsobem, jak se něco naučit, jak si zapamatovat to, co čteme.
Nejkontroverznější část jeho výzkumu se týkala terapií pro autistické děti prostřednictvím filtrovaného matčina hlasu. Elektronické ucho umí nasimulovat zvuk matčina hlasu do podoby, v jaké ho dítě slyšelo, když bylo ještě uvnitř matčina bříška. Přes tento filtrovaný hlas se postupně dítě učí vnímat matčin nefiltrovaný hlas a reagovat na něj. Tomatis vyprávěl, že se často dočkal až překvapivých výsledků, například když dítě začalo plakat štěstím, že poprvé v životě rozpoznalo matčin hlas.
Tomatis soudil, že velká část potíží, jako jsou poruchy učení (např. dyslexie), schizofrenie a deprese jsou zapříčiněny nějakým prožitým traumatem způsobeným narušenými rodinnými vztahy nebo nedostatečnou komunikací uvnitř rodiny. Proto je během terapií nutná spolupráce rodičů nebo prarodičů.

## Známé osobnosti o metodě TOMATIS
V souvislosti s využitím metody TOMATIS jsou spojováni někteří významní herci a zpěváci. Například francouzský charismatický herec Gérard Depardieu říká, že metodě vděčí za své profesní úspěchy. Herečka Romy Schneider také absolvovala tento program a dalšími, kdo využili účinky filtrovaných zvuků k podpoře své kreativity a hudebního sluchu, byl anglický hudebník Sting či operní pěvkyně Maria Callas.